# Johann Brendel von Homburg

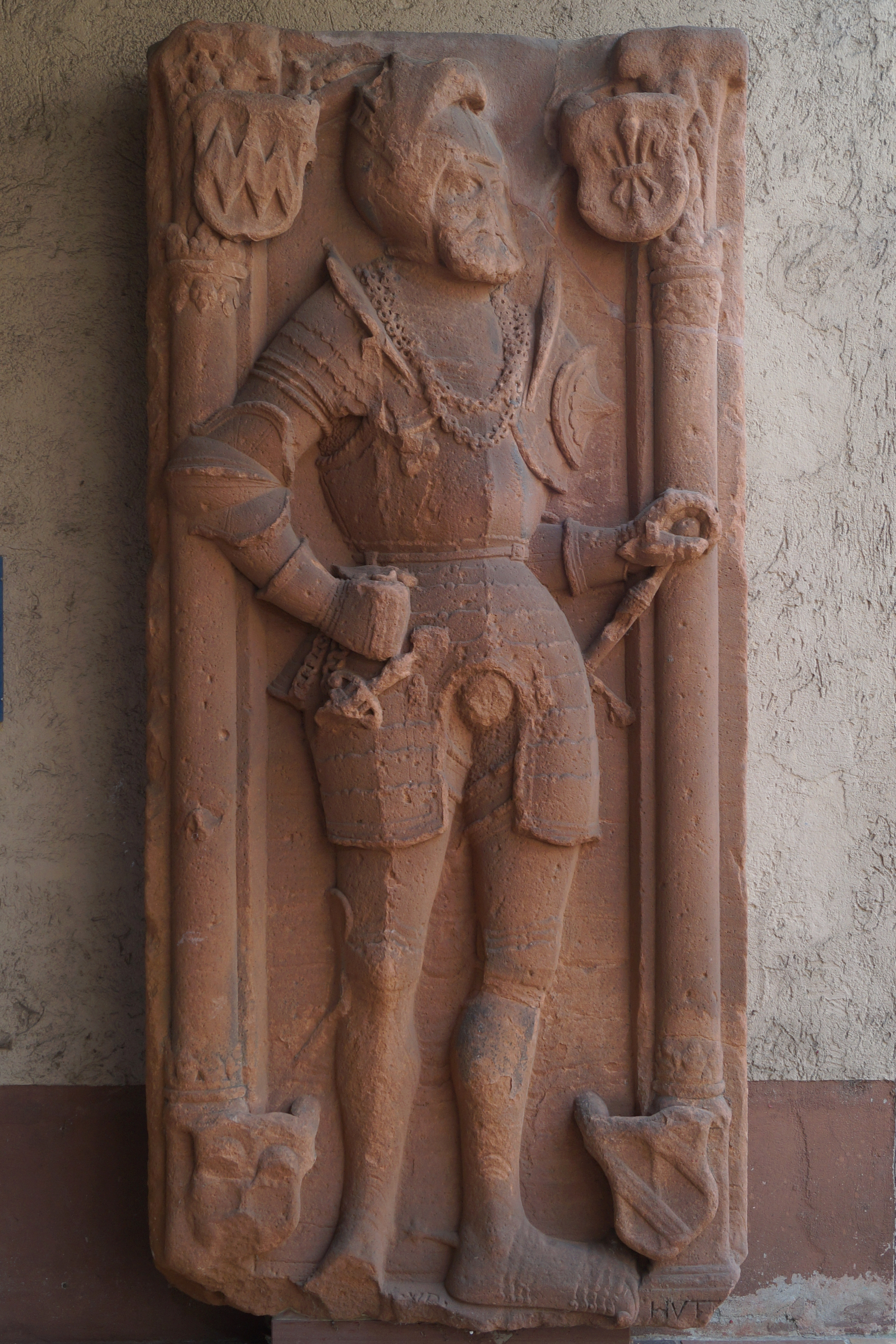
Grabplatte des Johann Brendel von Homburg im Hof des Wetterau-Museums in Friedberg

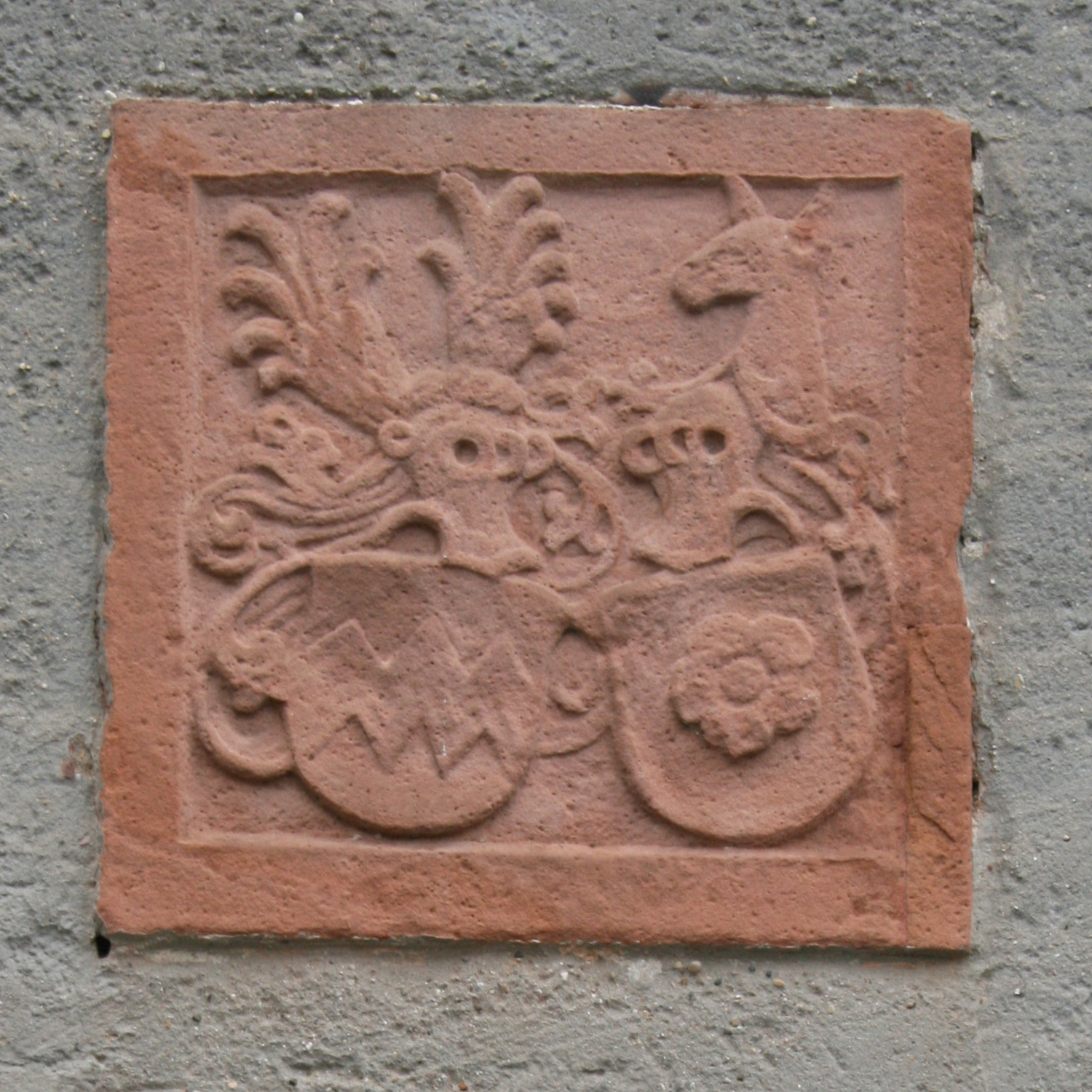
Wappen des Johann Brendel von Homburg und seiner Frau Appolonia vom Stein am Burgmannenhaus (Schillerbau) in der Burg Friedberg

Johann Brendel von Homburg († 9. November 1569) war von 1532 bis 1569 Burggraf von Friedberg auf der Burg Friedberg in Friedberg (Hessen).
Sein Vater war Georg Brendel von Homburg, seine Mutter eine geborene von Ebersberg-Weyers. 1527 heiratete Johann Brendel von Homburg Maria-Appolonia vom Stein-Nassau († 15. September 1537), Tochter von Dieter (Dietrich) vom Stein-Nassau († 13. Juni 1534),  Gouverneur von Engers, Molsberg, Montabaur, Limburg an der Lahn, Boppard und Niederbrechen und der Magdalena von Reifenberg (* 1478; † 19. Februar 1531). Johann Brendel von Homburg und Maria-Appolonia von Stein-Nassau hatten eine gemeinsame Tochter, Magdalena Margaretha Brendel von Homburg.
In seinem Namen wurden für die Burgmannschaft Münzen geprägt und herausgegeben. Ein Brendel-Taler von 1568 ist im städtischen Münzkabinett des Gotischen Hauses Bad Homburg zu sehen. Johann Brendel von Homburg führte in der Burggrafschaft Friedberg die Reformation ein. Mit Unterstützung Philipp Melanchthons gründete er 1543 die erste Lateinschule Friedbergs, die heutige Augustinerschule. Sein Grabstein ist erhalten und wird im Wetterau-Museum ausgestellt.